# Myospalax psilurus
Myospalax psilurus là một loài động vật có vú trong họ Spalacidae, bộ Gặm nhấm. Loài này được Milne-Edwards mô tả năm 1874.